# Arhopala helus
Arhopala helus är en fjärilsart som beskrevs av Thomas Horsfield 1829. Arhopala helus ingår i släktet Arhopala och familjen juvelvingar. Inga underarter finns listade i Catalogue of Life.